# Boston Whaler
Boston Whaler es un fabricante estadounidense de embarcaciones ligeras. Es una subsidiaria del Brunswick Boat Group, una división de la Brunswick Corporation. Originalmente se produjeron en Massachusetts, de ahí el nombre, pero actualmente se fabrican en Edgewater, Florida. 

## Historia

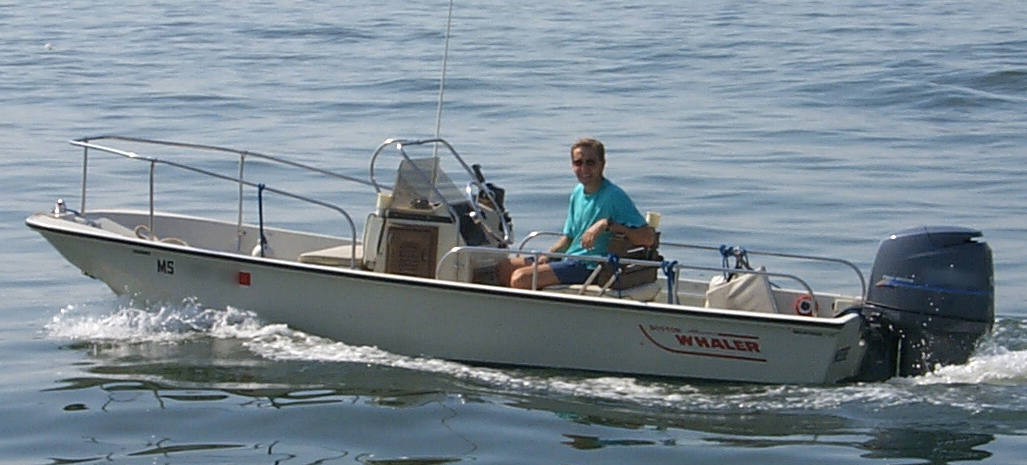
Boston Whaler Montauk de (2002)

Richard "Dick" Fisher se graduó en la Universidad de Harvard en 1936. Dirigió una empresa que construía botes pequeños y livianos de madera de balsa. Diseñó un bote de remos y obtuvo los materiales para construirlo, pero nunca lo completó. 
En la década de 1950, se inventó la espuma de poliuretano, un material rígido, liviano y flotante. Fisher imaginó que podía servir como un reemplazo para la madera de balsa utilizada en la construcción de botes pequeños, y en 1954 construyó un pequeño bote de vela lleno de espuma, con un diseño similar al Sunfish. Mostró el producto terminado a su amigo, el arquitecto naval C. Raymond Hunt, quien reconoció el potencial del proceso de fabricación, pero le hizo ver que el diseño no era particularmente adecuado para un velero. En cambio, creó un diseño basado en el Hickman Sea Sled, dotado con un casco de catedral. 
Fisher construyó un prototipo de espuma de poliestireno y epoxi. "Tenía dos quillas", dijo Fisher, "una V invertida entre los dos flotadores y un sistema antideslizante". Fisher probó el bote todo el verano y pensó que era "lo mejor de la historia". Ese otoño, comenzó a navegar con el bote en condiciones climáticas adversas y descubrió que el casco presentaba problemas de manejo y cavitación. Bajo una carga pesada y fuera de plano, la cavidad en el medio del casco introducía aire en el agua, y luego lo traía de vuelta al puntal. Fisher se puso en contacto con Hickman, el diseñador original del Sea Sled de madera para encontrar una solución. Sin embargo, Hickman pensó que su diseño no necesitaba modificaciones. Fisher pensó en poner "algún elemento en el fondo para sacar esa agua aireada de allí". Utilizó un método de prueba y error, colocando fibra de vidrio en el fondo del casco por la mañana y navegando en el bote detrás de su casa cuando la resina había endurecido. Si el diseño no funcionaba, llevaba el bote de vuelta a su casa y comenzaba de nuevo. 
Este barco prototipo comenzó a tener un ligero fondo en V y las dos quillas a los lados. Luego examinó los cambios de diseño con Hunt, quien agregó sus propios cambios de diseño al prototipo; especialmente una línea de carena en el centro del casco. Fisher luego construyó un prototipo basado en este nuevo diseño que serviría como molde de producción. 
Fisher y Hunt pusieron el bote de 13 pies (4 m) a prueba en el mar, navegando desde Cohasset, Massachusetts, hasta New Bedford y viceversa, en un recorrido de aproximadamente 120 millas (193,1 km). Durante estas pruebas en el mar, Fisher encontró otro pequeño defecto en el diseño del barco: era "más húmedo que el infierno". "Mucho más húmedo", dijo, "que el otro bote". La razón de este problema era el estabilizador de 9 pulgadas (22,9 cm) que rociaba agua sobre el bote. Como el molde ya estaba hecho, se modificó agregando un centro plano entre los tres lomos, convirtiéndolo en una forma de V. En 1956, este diseño se convirtió en el Boston Whaler 13 original. 
En 1958, los barcos fabricados por la empresa Fisher-Pierce se comercializaron y vendieron por primera vez bajo la marca Boston Whaler. El bote era muy estable y tenía una gran capacidad de carga. Estas dos características, junto con un gran rendimiento y manejo en condiciones climáticas adversas, lo hicieron muy apreciado. Además, dado que el Whaler era muy liviano en comparación con los otros barcos en aquel momento, podía ser propulsado por motores de menor potencia. Hasta finales de la década de 1980, el clásico Whaler de 13 pies  y los Montauk de 16 pies fueron los modelos más populares en términos de ventas. Poco a poco, la compañía se alejó de estos diseños para adoptar un casco en V profunda más convencional, y después de 1996 no se fabricaron más de los clásicos barcos de tres quillas. 
En 1969, las instalaciones de Boston Whaler propiedad de Fisher-Pierce se vendieron al Grupo CML, cuya cartera incluía marcas como NordicTrack y The Nature Company. En 1989, en medio de problemas financieros, el Grupo CML vendió Boston Whaler a la Corporación Reebok, donde, a pesar de varias campañas publicitarias y de nuevos diseños de casco, el negocio siguió marchando relativamente mal, por lo que se vendió a Meridian Sports en 1994. Dos años más tarde, en 1996, Brunswick Corporation compró Boston Whaler por 27,4 millones de dólares en efectivo y en forma de deuda. 

## Usuarios

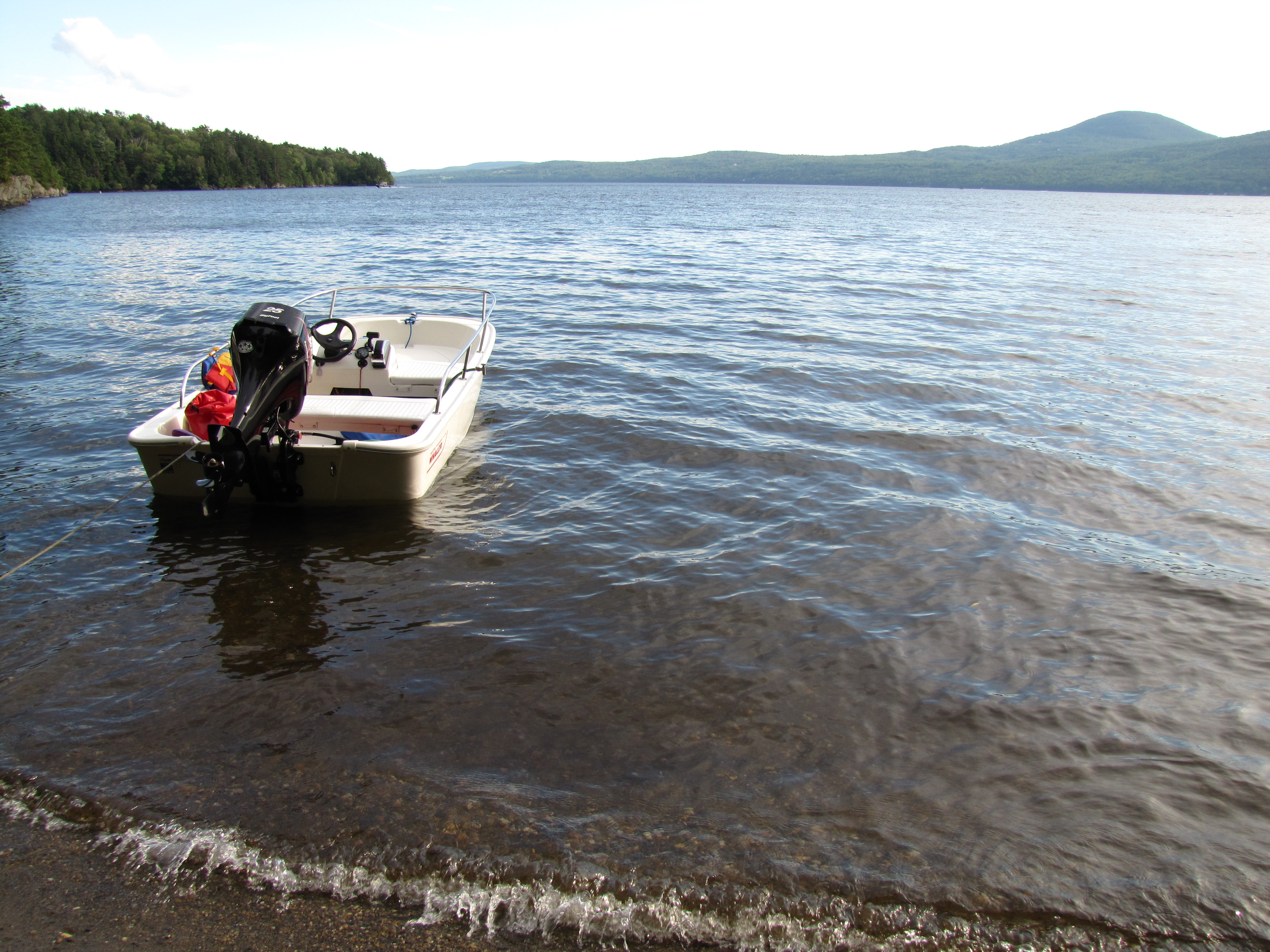
La Sport 110

Mientras que las Boston Whaler se ven principalmente como embarcaciones de recreo, Brunswick Boats mantiene una división comercial que vende la Boston Whaler a la guardia costera y a las unidades navales de todo el mundo. Las Boston Whaler fueron utilizadas en la Guerra de Vietnam tanto por los Navy SEAL como por la Guardia Costera de Estados Unidos en misiones de rescate y patrulla fluvial. "El exclusivo bote Boston Whaler ha atraído a un grupo de propietarios y aficionados intensamente leales". Los foros de discusión activos en la web dan fe de la amplia lealtad a la marca. Se utiliza para la pesca deportiva, el esquí acuático, como barco de recreo y como bote auxiliar en yates más grandes. La Fuerza Naval Boliviana (un país sin litoral) tiene 32 Boston Whaler en su flota. 

## Modelos actuales
Los modelos de producción actuales varían en longitud de 11,3 a 42,5 pies (3,4 a 13,0 metros). Brunswick también posee la empresa fabricante de motores fuera borda Mercury Marine, por lo que los nuevos Boston Whaler, como todos los demás barcos de Brunswick, se envían desde la fábrica equipados con motores Mercury. Los modelos incluyen: 
| Nombre      | Eslora             | Disposición     | Mín HP | Máx HP |
| ----------- | ------------------ | --------------- | ------ | ------ |
| Tender      | 11,3 pies (3,4 m)  | Skiff           | 5      | 15     |
| Sport       | 11,3 pies (3,4 m)  | Skiff           | 5      | 25     |
| Super Sport | 13 pies (4 m)      | Skiff           | 25     | 40     |
| Super Sport | 16 pies (4,9 m)    | Skiff           | 75     | 90     |
| Montauk     | 15,4 pies (4,7 m)  | Consola Central | 40     | 60     |
| Montauk     | 17,3 pies (5,3 m)  | Consola Central | 90     | 115    |
| Montauk     | 19,3 pies (5,9 m)  | Consola Central | 115    | 150    |
| Montauk     | 21.3 feet (6.5 m)  | Consola Central | 150    | 200    |
| Dauntless   | 17 feet (5.2 m)    | Consola Central | 90     | 115    |
| Dauntless   | 18 pies (5,5 m)    | Consola Central | 135    | 150    |
| Dauntless   | 21 pies (6,4 m)    | Consola Central | 150    | 200    |
| Dauntless   | 24,6 pies (7,5 m)  | Consola Central | 250    | 350    |
| Dauntless   | 27.8 feet (8.5 m)  | Consola Central | 350    | 600    |
| Outrage     | 18,8 pies (5,7 m)  | Consola Central | 115    | 200    |
| Outrage     | 23 pies (7 m)      | Consola Central | 250    | 350    |
| Outrage     | 25,4 pies (7,7 m)  | Consola Central | 350    | 450    |
| Outrage     | 28 pies (8,5 m)    | Consola Central | 500    | 800    |
| Outrage     | 33 pies (10,1 m)   | Consola Central | 500    | 800    |
| Outrage     | 35,7 pies (10,9 m) | Consola Central | 750    | 1,200  |
| Outrage     | 38 pies (11,6 m)   | Cuddy Cabin     | 900    | 1,600  |
| Outrage     | 42,5 pies (13,0 m) | Cuddy Cabin     | 1,200  | 1,675  |
| Vantage     | 23 feet (7.1 m)    | Consola Central | 250    | 350    |
| Vantage     | 28 feet (8.6 m)    | Consola Central | 400    | 600    |
| Vantage     | 33.5 feet (10.2 m) | Cuddy Cabin     | 500    | 800    |
| Conquest    | 27,8 pies (8,5 m)  | Cuddy Cabin     | 450    | 500    |
| Conquest    | 32,2 pies (9,8 m)  | Cuddy Cabin     | 600    | 800    |
| Conquest    | 36 pies (11,0 m)   | Cuddy Cabin     | 750    | 1,200  |
| Conquest    | 41,3 pies (12,6 m) | Cuddy Cabin     | 1,200  | 1,600  |
| Realm       | 35,5 pies (10,8 m) | Cuddy Cabin     | 750    | 1,200  |
| Realm       | 38 pies (11,6 m)   | Cuddy Cabin     | 1,200  | 1,600  |

| Nombre     | Basado en | Eslora           | Diseño          | Mín HP | Máx HP |
| ---------- | --------- | ---------------- | --------------- | ------ | ------ |
| Guardian   | Montauk   | 15 pies (4,6 m)  | Consola Central | 40     | 60     |
| Guardian   | Montauk   | 17 pies (5,2 m)  | Consola Central | 80     | 100    |
| Guardian   | Outrage   | 18 pies (5,5 m)  | Consola Central | 90     | 200    |
| Guardian   | Outrage   | 19 pies (5,8 m)  | Consola Central | 115    | 200    |
| Guardian   | Outrage   | 22 pies (6,7 m)  | Consola Central | 85     | 240    |
| Guardian   | Outrage   | 25 pies (7,6 m)  | Consola Central | 115    | 300    |
| Guardian   | Outrage   | 27 pies (8,2 m)  | Consola Central | 300    | 600    |
| Justice    | Conquest  | 20 pies (6,1 m)  | Consola Central | 135    | 250    |
| Justice    | Conquest  | 24 pies (7,3 m)  | Consola Central | 200    | 400    |
| Justice    | Conquest  | 27 pies (8,2 m)  | Consola Central | 400    | 500    |
| Justice    | Conquest  | 32 pies (9,8 m)  | Consola Central | 400    | 600    |
| Justice    | Conquest  | 37 pies (11,3 m) | Consola Central | 750    | 900    |
| Desafiador | Conquest  | 27 pies (8,2 m)  | Cuddy Cabin     | 300    | 600    |
| Desafiador | Conquest  | 35 pies (10,7 m) | Cuddy Cabin     | 300    | 600    |
| Vigilante  | Conquest  | 27 pies (8,2 m)  | Cuddy Cabin     | 400    | 450    |

## Publicidad

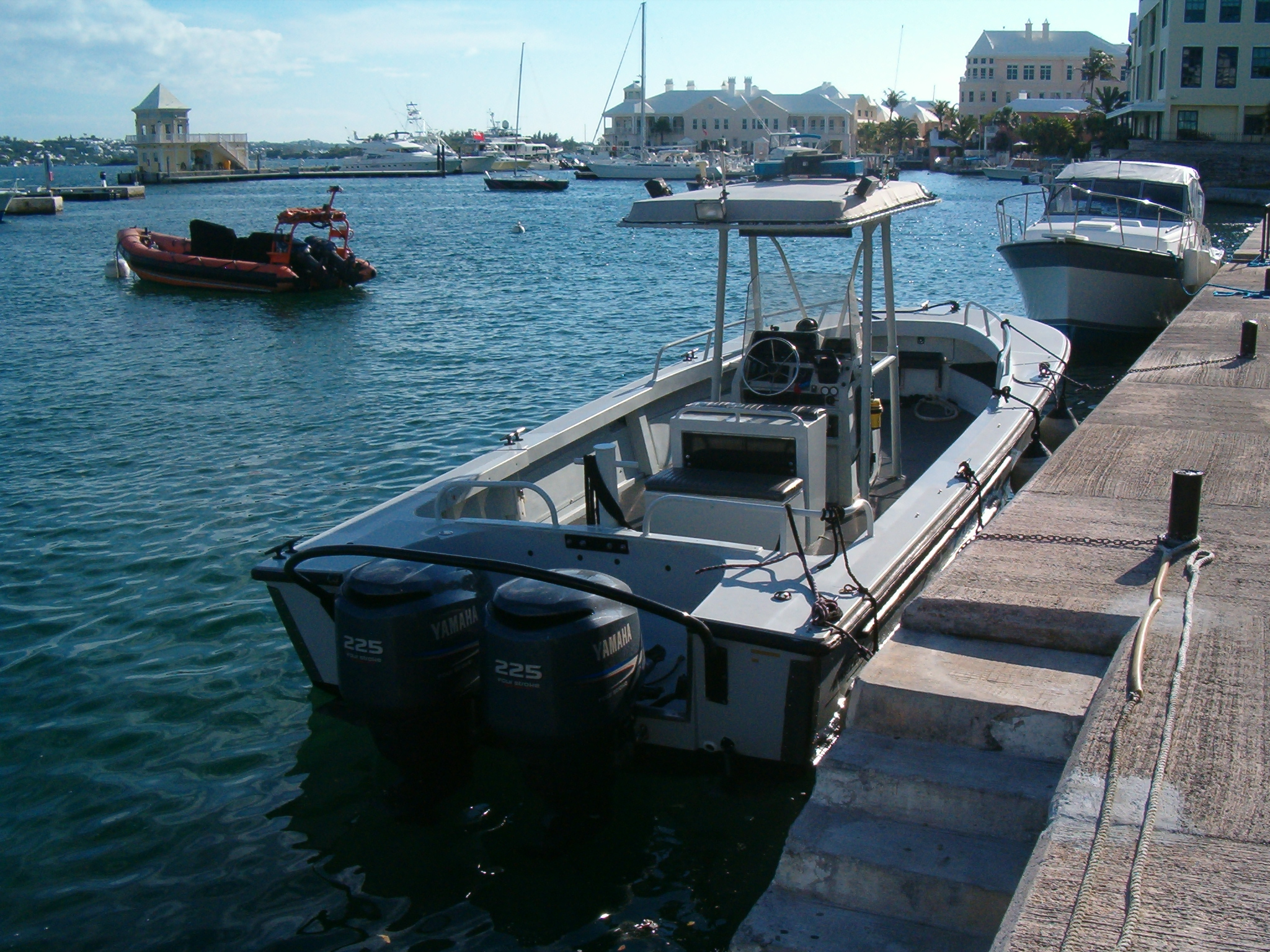
Un Boston Whaler del Servicio de Policía de Bermudas

Boston Whaler, durante muchos años, aserró barcos por la mitad para hacer un seguimiento de su durabilidad, rendimiento, conducción suave y carácter "insumergible". El anuncio original de la revista Life de 1961 mostraba a Dick Fisher sentado en una Whaler de 13 pies (4 m) con una sierra y el casco del bote cortado a la mitad. Después de completar el corte, Fisher usaba la sección de popa para remolcar la sección de proa de regreso a la orilla. La publicidad moderna de Whaler utiliza una motosierra. Debido a la construcción con núcleo de espuma, el Whaler permanece a flote aunque se corte por la mitad. Los barcos Boston Whaler también permanecen a flote cuando están completamente inundados (llenos de agua). Debido a estos atributos, la línea de ventas de Boston Whaler es "La leyenda insumergible". 
Hoy, este atributo "insumergible" no es exclusivo de las Boston Whaler. Todas las embarcaciones a motor (y ciertos otros tipos de embarcaciones) de menos de 20 pies (6,1 m) fabricadas para la venta en los Estados Unidos, están obligadas por ley a tener una flotación positiva, de modo que un barco completamente inundado todavía flote. Esto se logra mediante el uso de espuma de celdas cerradas u otro material no permeable. Boston Whaler, sin embargo, afirma exceder los requisitos de la Guardia Costera.

## Véase también

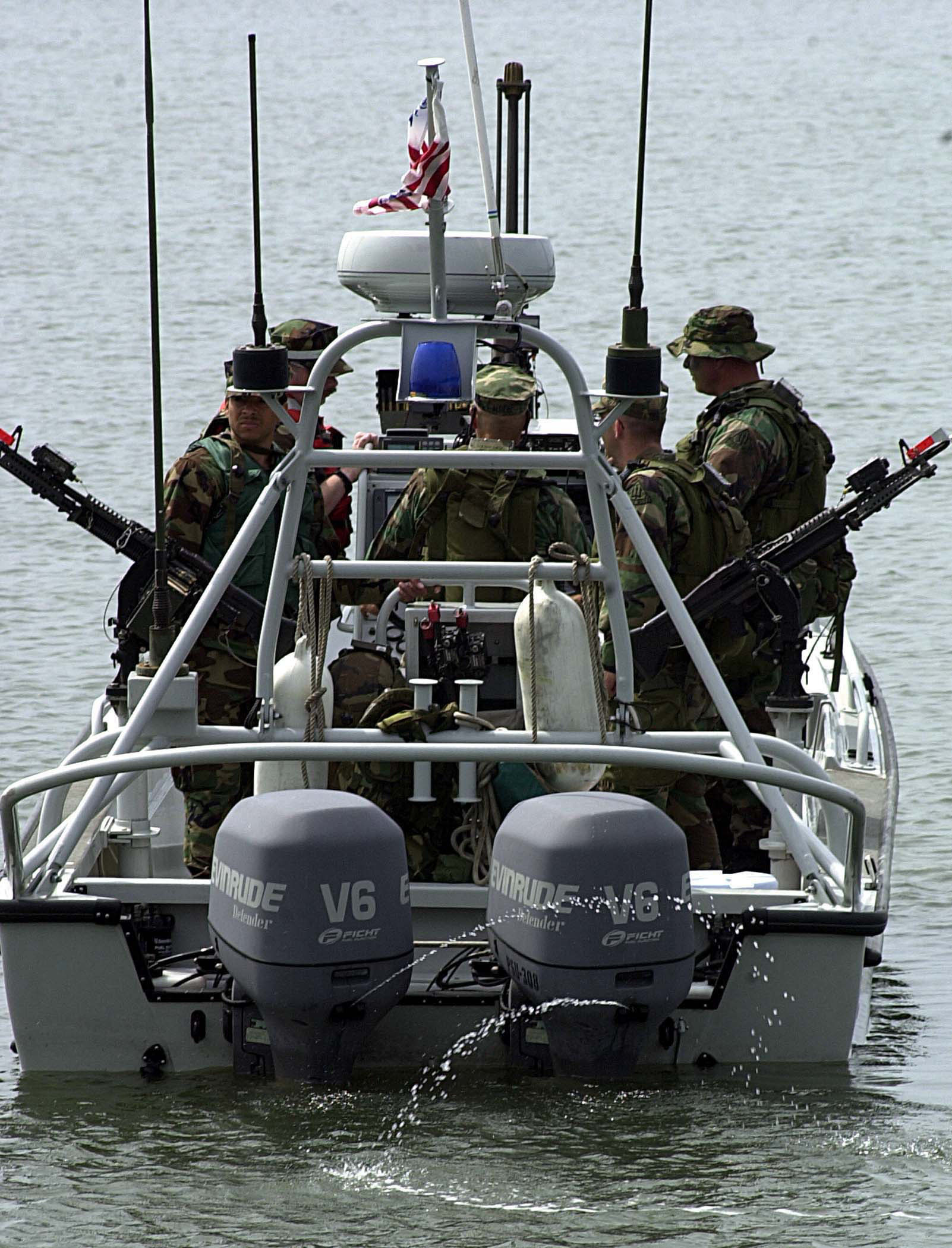
Una Boston Whaler de y su tripulación de la Guardia Costera de EE. UU. en Mile Hammock Bay, cerca de Camp Lejeune, Carolina del Norte